# Чишминська сільська рада (Бірський район)
Чишми́нська сільська рада (рос. Чишминский сельский совет) — муніципальне утворення у складі Бірського району Башкортостану, Росія. Адміністративний центр — село Чишма.

## Населення
Населення — 1066 осіб (2019, 1201 у 2010, 1228 у 2002).

## Склад
До складу поселення входять такі населені пункти:
| Населений пункт      | Населення, осіб (2002) | Населення, осіб (2010) |
| -------------------- | ---------------------- | ---------------------- |
| Айгільдіно, присілок | 111                    | 109                    |
| Кузово, село         | 440                    | 444                    |
| Піонер, присілок     | 55                     | 52                     |
| Тартишево, присілок  | 4                      | 0                      |
| Чишма, село          | 618                    | 596                    |